# Diego Daniel Barreto Cáceres
Diego Daniel Barreto Cáceres (16 de juliol de 1981) és un futbolista paraguaià. És germà del també futbolista Édgar Barreto.

## Selecció del Paraguai
Va formar part de l'equip paraguaià a la Copa del Món de 2010.